# 高寀
高寀（？—？），顺天府文安县（今河北省文安县）人，明朝宦官。万历时期任御马监监丞。

## 生平
万历二十七年（1599年），朝廷派高寀作为税监督理税务。万历三十二年（1604年），荷兰东印度公司派遣以指挥官韦麻郎为首的舰队来访，驶至彭湖，要求互通贸易。高寀收受其贿金。周起元曾经上疏《参税珰高寀疏》，为民请命，弹劾高寀。

## 相关传言
为使阳道复生，派爪牙购买大量儿童，碎颅刳脑以食，并整日与歌女房中“相逐为戏”，备极荒淫。